# Сергеев, Руслан Ратмирович
Руслан Сергеев (англ. Ruslan Sergeev; род.  24 декабря 1954, Горький) — русский  и израильский дизайнер, скульптор, художник и керамист. Живёт и работает в Иерусалиме.

## Биография
Первую скульптуру создал в трёхлетнем возрасте.
Окончил Белорусский Государственный театрально-художественный институт (1981 год, Минск), (ныне БГАИ, Белорусская государственная академия искусств).
После того, как Руслан Сергеев репатриировался в Израиль, он открыл в Иерусалиме в 1996 году студию дизайна и ландшафтной скульптуры.
Работает по авторской технологии мозаики.
Ближе всего она относится к испанской технике Trencadís (кат. tɾəŋkəˈðis, исп. trencadís), применявшейся в каталонском модернизме; или во французском варианте Pique assiette (фр. pikasjɛt).
Занимается как крупномасштабными, так и малыми формами.
Выполненные из металла, бетона, цветной мозаики, скульптуры Сергеева органично вписываются в окружающий пейзаж: гармонично дополняют природный ландшафт или вносят романтическую нотку в урбанистическую среду.
Цветовая палитра Сергеева и его ощущение формы ждут своего серьёзного аналитического исследования. Очень немногим дано абсолютно чувствовать цвет. Ареной борьбы формы и цвета служит психика каждого отдельного человека — у Сергеева органика достигает совершенной гармонии. Определённо, здесь имеет место феномен одновременного ощущения или синестезия.
Выступает в роли ювелира, архитектора и художника одновременно. Из разноцветных фрагментов керамики и осколков зеркального стекла он формирует своеобразный рисунок, который оживляет бетонную фигуру (обычно светлую), определяет её характер, заставляет двигаться, повинуясь игре света и тени.
Насыщенные краски и яркие, иногда чуть приглушенные цветовые пятна напоминают россыпь драгоценных камней, а четко выверенные линии конструкции фантастических фигур придают каждой из них особую утонченность и инженерную красоту.
«Иерусалимский Лев» (вес: 1,5 тонны, высота: 2 метра) Сергеева был подарен российскому Санкт-Петербургу в честь 300-летия от города Иерусалима и государства Израиль, его можно видеть в Российском этнографическом Музее.
Самая большая биоскульптура «Кузнечик» весит 120 тонн, её высота — 9 метров — сравнима с высотой трёхэтажного здания.
С Русланом Сергеевым сотрудничают самые престижные галереи Европы.
Небывалый ажиотаж его работы вызвали на швейцарском салоне «Евроарт» (Женева, 2004).
Одна из самых загадочных персон международного бомонда — мультимиллионер Ури Геллер — приобрёл скульптуру «Священная корова» для своего замка в лондонских предместьях.
Руслана Сергеева называют «израильским Гауди». Но сам скульптор занимает позицию «Нет, я не Байрон, я другой…», небезосновательно считает себя приверженцем органического стиля, архитектурной бионики, ведет эксперименты с биоморфными структурами.
Интересно сопоставить скульптуры Руслана Сергеева и с многотысячелетней традицией искусства Ближнего Востока и её последующим преломлением в европейской традиции. Быкоподобные керубы. Ниневии, изваяния зооморфных вавилонских и египетских богов, наконец, гораздо более близкие с точки зрения хронологии «ассирийские стрекозы» Мандельштама. Художник наполняет своими образами традицию, историю, ландшафт, получая взамен отголоски, отзвуки, неожиданные аллюзии и мимолетность вдохновения, способного выдержать напор столетий.

## Достижения
Серия масок «Иерусалимские Сны» (Париж).
В 2004 году приглашен на аукцион Сотбис"SOTHEBY’S". Скульптура «Маска» приобретена попечительским фондом «Variety Israel».
В 2007 году Руслан Сергеев приглашен расписать скульптуру Берлинского Медведя и представлять Израиль в международном проекте ЮНЕСКО, United Buddy Bears — «BUDDY BEARS» (Берлин).
В 2009 году Руслан Сергеев приглашен на Первый Международный Фестиваль Современной Мозаики, Равенна, Италия.
В 2012 году Руслан Сергеев вошёл в число победителей Международного открытого конкурса скульптур будущего Парка де Леванте в городе Мурсия, Испания
В 2016 году скульптура Руслана Сергеева "Иерусалимский Лев" изображена на почтовой марке, в блоке из серии "Туризм в Израиле и Иерусалиме", выпущенной Израильской Федерацией Филателистов (недоступная ссылка)
Стал одним из ведущих скульпторов-дизайнеров Израиля, участвует в крупных архитектурных проектах Министерства строительства, Министерства туризма, Национальной Лотереи, Национального Земельного Фонда и др.
На земле Израиля Руслан Сергеев создал 6 Тематических Скульптурных Парков: Парк Звуков, Парк Ощущений, Парк Науки, уникальный Променад в Нетании и др.(органично сочетаются звуковые, цветовые и световые эффекты). В одном из них — Парке Ангелов — скульптуры спроектированы специально с учётом возможности совместной игры детей-инвалидов со здоровыми детьми.
Сегодня более 90 крупномасштабных работ Руслана Сергеева украшают парки, музеи, галереи и частные коллекции в России, США, Великобритании, Германии, Франции, Израиле.

### Состоит в ассоциациях
- IAA-AIAP, UNESCO AIAP, Париж
- SAMA, USA
- OIMA, Израиль

## Галерея

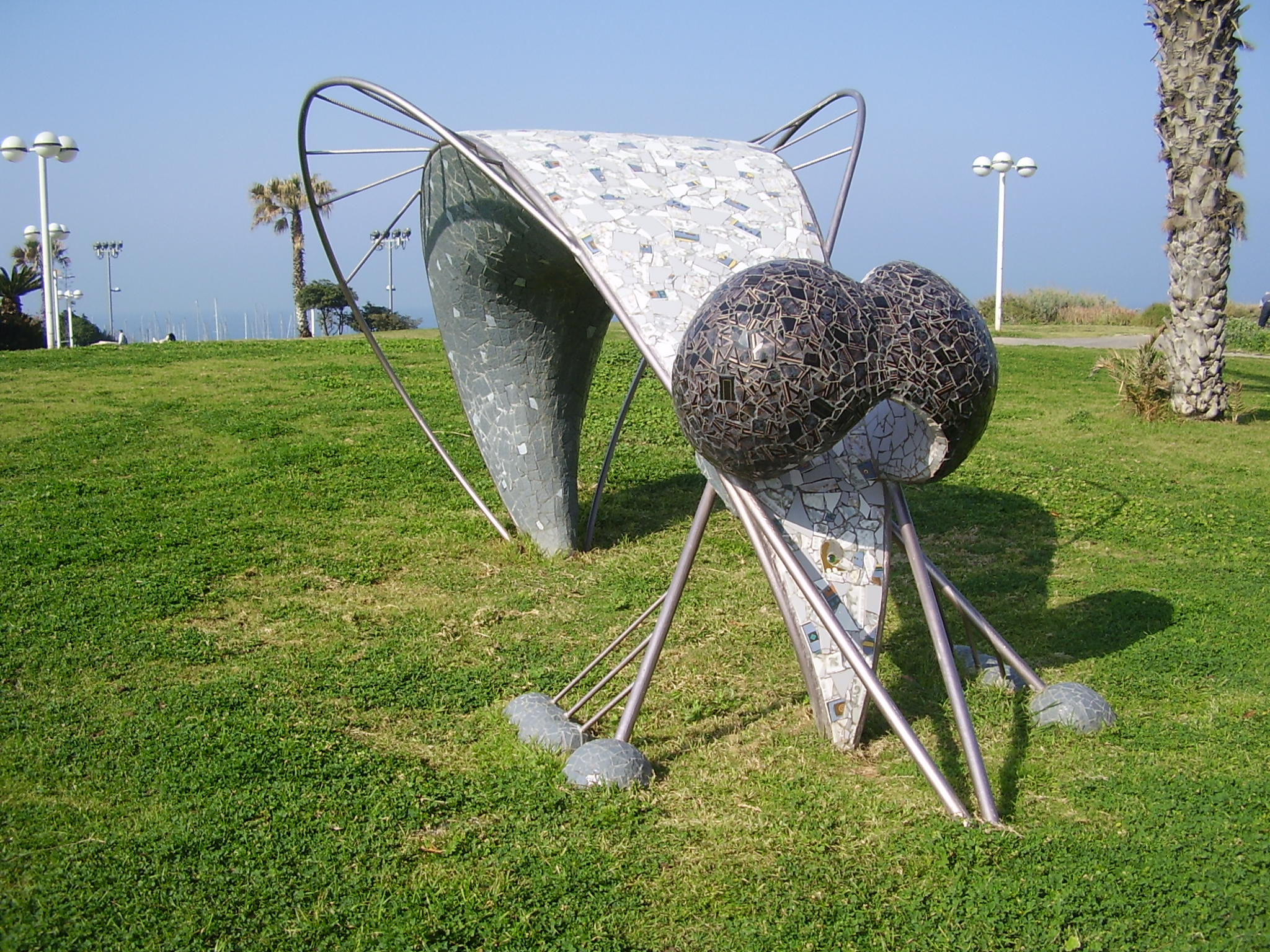
Комар. Тель-Авив, 1997
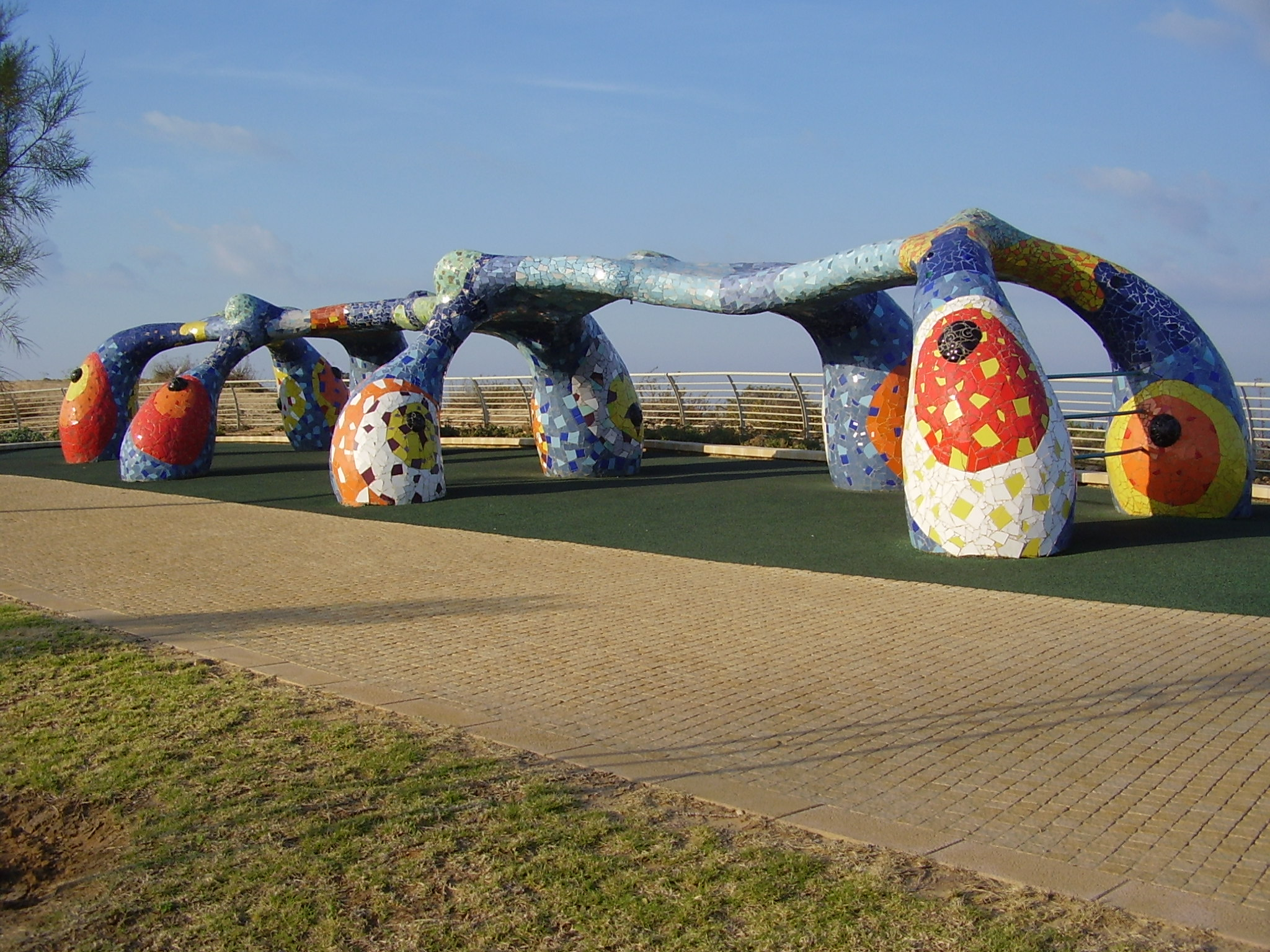
Скульптура на набережной в Нетании
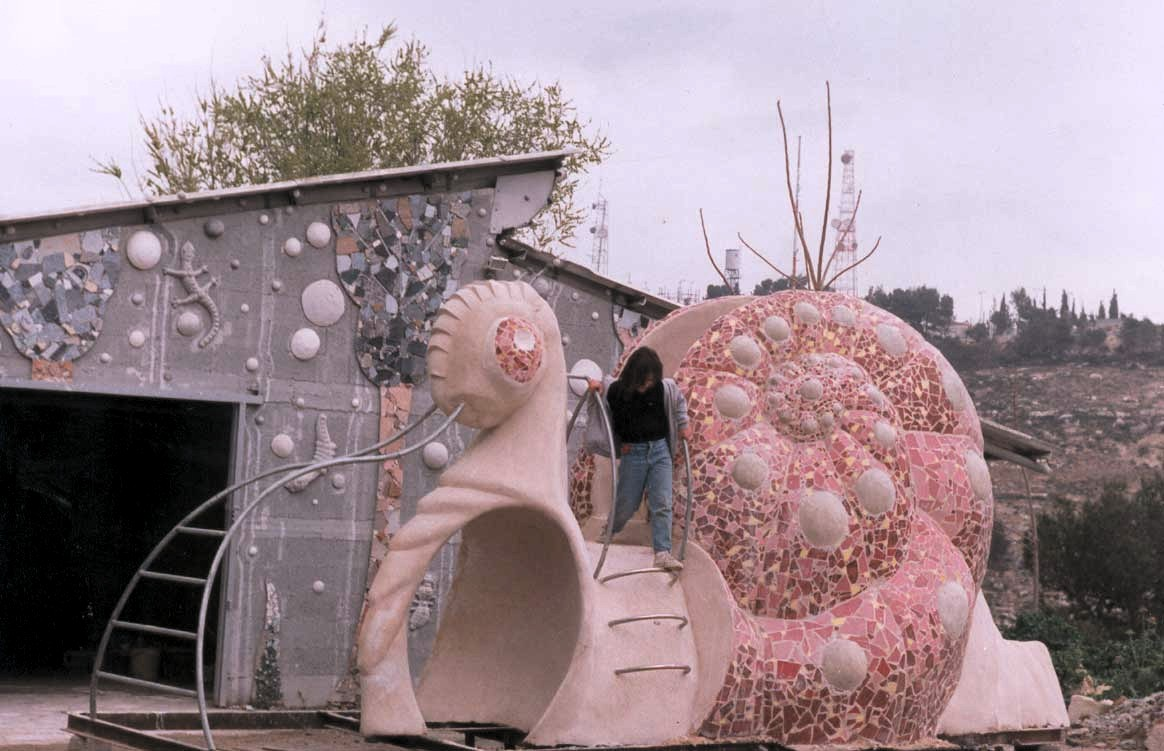
Улитка в студии в Иерусалиме перед установкой.